# Pseudosteineria horrida
Pseudosteineria horrida är en rundmaskart som först beskrevs av Steiner 1916.  Pseudosteineria horrida ingår i släktet Pseudosteineria och familjen Monhysteridae. Inga underarter finns listade i Catalogue of Life.